# Políptico do Convento de Santiago de Palmela
O Políptico do Convento de Santiago de Palmela, também dessignado por Retábulo da Vida de São Tiago, era um políptico de pinturas a óleo sobre madeira criado no período de 1521 a 1530 com participação proeminente do pintor luso-flamengo da época do Renascimento que se designa por Mestre da Lourinhã (activo entre 1500-1540) e que originalmente fez parte do Retábulo do altar-mor da Igreja do Convento de Santiago, no Castelo de Palmela, sede da Ordem de Santiago em Portugal.
Os oito painéis sobreviventes que compunham presumivelmente o Políptico da Igreja do Castelo de Palmela encontram-se actualmente no MNAA, em Lisboa.
Das pinturas subsistentes, cinco reportam-se à vida de Santiago - Jesus envia Santiago e São João em Missão Apostólica, Pregação de Santiago, Conversão de Hermógenes, Condução do corpo de Santiago ao paço da rainha Loba e Santiago combatendo os Mouros, e outros três respeitam à Ordem de Santiago e ao seu primeiro Grão Mestre - Investidura de um Mestre da Ordem de Santiago, Entrega da bandeira a um Mestre da Ordem de Santiago e Aparecimento da Virgem a um Mestre da Ordem de Santiago.
Para o historiador Flávio Gonçalves, o Políptico do Convento de Santiago de Palmela é um dos mais belos e mais importantes polípticos da pintura portuguesa da primeira metade do século XVI.

## Autoria
Para a datação, Markl, aceita a hipótese de Flávio Gonçalves da relação da composição de o Mestre Invocando a Virgem com a gravura de Germão Galhardo da capa da edição de 1526 da Crónica do Condestabre, assinalando ainda que para Santiago combatendo os Mouros o autor pode ter-se inspirado numa xilogravura da obra Estatutos e Definições da Ordem de Santiago impressa em 1509 pelo impressor Hermão de Campos.:155 Daqui retira Flávio Gonçalves que o Políptico deverá ter sido pintado entre 1520-1530.:107

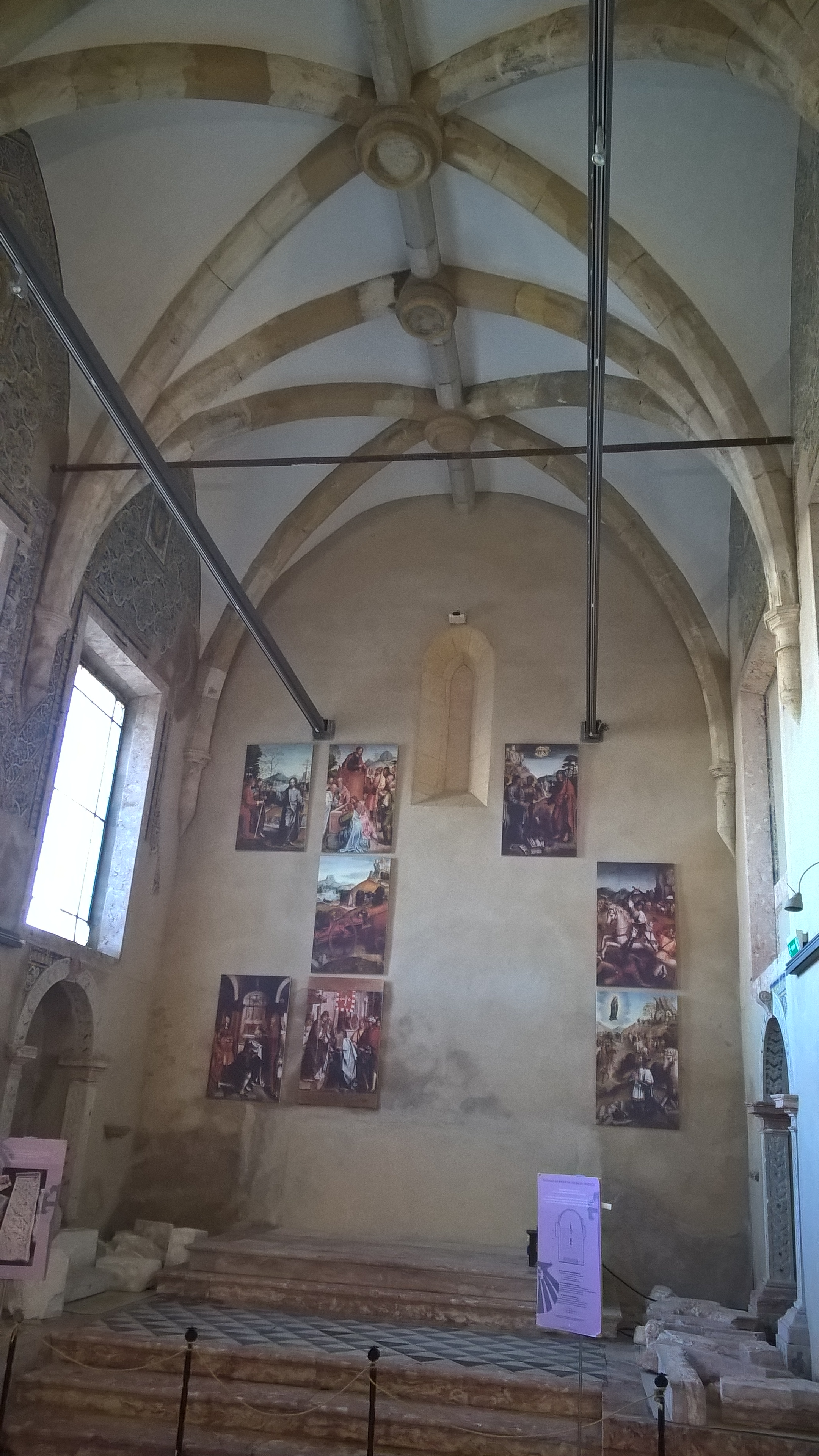
Capela Mor da Igreja de Santiago (Palmela) na actualidade, estando colocadas na parede sobre o altar cópias das pinturas remanescentes do Políptico segundo a disposição conjectural proposta por Fernando A. Baptista Pereira

Markl aceitava a ideia da participação na criação do Políptico do Mestre da Lourinhã, mas, concordando com Flávio Gonçalves, considerava a existência de dois núcleos distintos e assim pelo menos dois autores, o que corresponderia a uma parceria de dois artistas principais, o que era corrente na época, mesmo que com ajuda de colaboradores. Para tal ideia concorria também a existência do nome Marcos, por extenso e apenas pela letra M, em duas das pinturas, Santiago combatendo os Mouros e Investidura de um Mestre da Ordem de Santiago, o que não seria permitido decerto a um colaborador secundário.:155
Assim, Flávio Gonçalves identificava os dois seguintes grupos. Um de influência marcadamente flamenga, talvez do próprio Mestre da Lourinhã, englobando Jesus envia Santiago e São João em Missão Apostólica, Conversão de Hermógenes e Condução do corpo de Santiago ao paço da rainha Loba. E outro de distinto Mestre, talvez Cristóvão de Figueiredo, sendo Pregação de Santiago, Santiago combatendo os Mouros, Investidura de um Mestre da Ordem de Santiago, Entrega da bandeira a um Mestre da Ordem de Santiago e Aparecimento da Virgem a um Mestre da Ordem de Santiago.:108
Luís Reis-Santos admitia a possibilidade de Gregório Lopes ter participado também na pintura do Políptico, nos painéis relativos ao Grão Mestre da Ordem.:108

## Reconstituição
Para Markl, analisando os oito painéis sobreviventes do Políptico, verifica-se uma falta de ligação temática entre eles, o que não poderia acontecer na composição de uma obra daquela envergadura no século XVI. Assim, depois de três pinturas alusivas à vida de Santiago - Jesus envia Santiago e São João em Missão Apostólica, Pregação de Santiago e Conversão de Hermógenes, nota-se um hiato, pois a pintura seguinte é a Condução do corpo de Santiago ao paço da rainha Loba, defendendo que está ausente um dos temas fundamentais na história da vida daquele santo e mártir, habitual nas pinturas ibéricas sobre o tema daquela época, ou seja, o do Martírio de Santiago.:153:154
Markl, aceitando o número de 12 painéis indicado no Inventário de 1823, e considerando a existência do quadro sobre o Martírio de Santiago, refere que os três restantes que se perderam seriam os seguintes: Trasladação do corpo de Santiago da Judeia para a Hispânia, Conversão e Baptismo da Rainha Loba e Aprovação dos Estatutos da Ordem de Santiago, propondo a configuração do Políptico em três fiadas de quatro painéis cada, do seguinte modo::154:155
Fiada A - Vida e Martírio de Santiago
1 - Jesus envia Santiago e São João em Missão Apostólica
2 - Pregação de Santiago
3 - Conversão de Hermógenes
4 - Martírio de Santiago (desaparecido).
Fiada B - Vida Gloriosa de Santiago
5 - Trasladação do corpo de Santiago da Judeia para a Hispânia (desaparecido)
6 - Condução do corpo de Santiago para o Palácio da Rainha Loba
7 - Conversão e Baptismo da Rainha Loba (desaparecido)
8 - Santiago Combatendo os Mouros.
Fiada C - da Ordem e do Grão-Mestre de Santiago
9 - Investidura do Mestre D. Pedro Fernandes
10 - Entrega da Bandeira da Ordem ao Mestre D. Pedro Fernandes
11 - O Mestre D. Paio Peres Correia invocando a Virgem em Tentúdia (?)
12 - Sobre a Ordem ou sobre o Mestre (desaparecido).
Markl concorda com Flávio Gonçalves quando este propõe que originalmente o Políptico deveria ter ao meio um espaço destinado à imagem do padroeiro do altar, sem dúvida um Santiago vestido de peregrino, posto sobre uma mísula e coroado por um baldaquino de talha.:155:5
Seguindo a sugestão de reconstituição de Dagoberto Markl que divide o Políptico em três séries temáticas, estando colocado ao centro uma escultura em madeira de Santiago Peregrino sob um baldaquino, Fernando A. Baptista Pereira elaborou um esquema de três fiadas compostas por quatro pinturas, apenas trocando a ordem das duas últimas pinturas em relação ao proposto por Markl, conforme  se reproduz em cima. Além das pinturas estão indicados: I - Sacrário; II - Estátua de Santiago; III - Baldaquino.

## Descrição
Apresenta-se a seguir a descrição dos 8 painéis conhecidos do Políptico do Convento de Santiago de Palmela, seguindo uma ordem narrativa que eles teriam tido originalmente.

### Cristo envia São Tiago e São João em Missão Apostólica

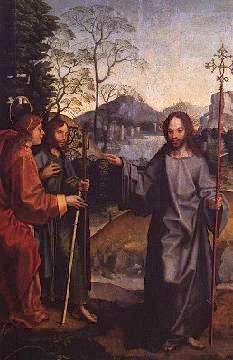
Cristo envia São Tiago e São João em Missão Apostólica (c. 1520-1525) presumivelmente do Mestre da Lourinhã, no Museu Nacional de Arte Antiga

Cristo envia São Tiago e São João em Missão Apostólica é uma pintura a óleo sobre madeira pintada no período de 1520 a 1525 presumivelmente pelo pintor que se designa por Mestre da Lourinhã, mede 127 cm de altura e 83,5 cm de largura, fazia parte do Políptico do Convento de Santiago de Palmela e encontra-se actualmente no Museu Nacional de Arte Antiga, em Lisboa.
No lado direito do quadro, dominando esta metade do painel, está Jesus Cristo de frente para o observador, veste uma túnica de tons cinza, e segurando com uma mão um bordão com uma cruz no cimo ricamente lavrada de ouro e pedras preciosas, com a outra indica a São Tiago e São João que devem partir. Estes ocupam o lado esquerdo, o primeiro vestindo uma túnica de tom vermelho-alaranjado, e o segundo usando uma túnica verde com capa azul.
Enquanto os apóstolos se mostram algo surpreendidos, a figura de Cristo apresenta algum distanciamento e quase preocupado. Como referiu Flávio Gonçalves, o Cristo deste painel, de olhos semicerrados e fixos num ponto próximo, a cabeça levemente inclinada, é um dos rostos mais expressivos da pintura portuguesa da época.
Como alguns historiadores notaram, esta é uma das pinturas do conjunto que apresenta maior afinidade com a obra do Mestre da Lourinhã, seja no esquema da composição e articulação dos planos, seja no desenho e cores utilizadas. Em especial, a paisagem que se apresenta em segundo plano, com um rio em cujas margens surgem um castelo e palácios e acasteladas bem como uma caravela, e com um fundo de arvoredo e formações rochosas, suscita paralelismo com a pintura São João em Patmos que está na Misericórdia da Lourinhã, obra notável que permitiu identificar este pintor.

### Pregação de São Tiago

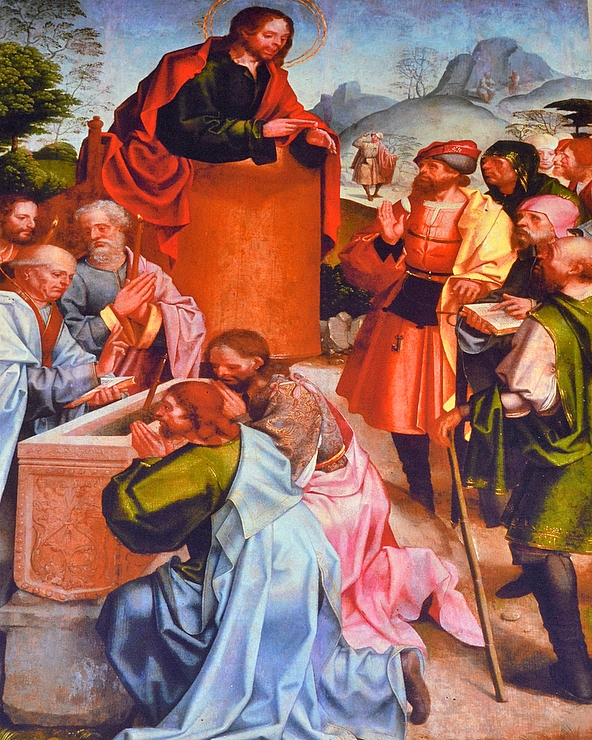
Pregação de São Tiago (c. 1520-1525) presumivelmente do Mestre da Lourinhã, no Museu Nacional de Arte Antiga

A Pregação de São Tiago é uma pintura a óleo sobre madeira pintada no período de 1520 a 1525 presumivelmente pelo pintor que se designa por Mestre da Lourinhã, mede 127 cm de altura e 83,5 cm de largura, fazia parte do Políptico do Convento de Santiago de Palmela, e encontra-se actualmente no Museu Nacional de Arte Antiga, em Lisboa.
Em segundo plano, mas de forma destacada, São Tiago prega de um púlpito, sobre um céu azul acizentado dirigindo-se a um grupo que se coloca à sua frente. Do lado direito está representado um grupo de personagens masculinos atentos à pregação, ao passo que no lado esquerdo as figuras participam numa cereminónia de baptismo. Esta cerimónia já foi interpretada como sendo uma alusão à figura de Santo Atanásio, um dos discípulos de São Tiago que ficou na Península Ibérica. O fundo é constituido por arvoredo e por colinas quase nuas de vegetação.
Para Joaquim Caetano, a Pregação de São Tiago denota claramente um tipo de trabalho colectivo típico 
da época. Por um lado, o fundo de paisagem é semelhante ao que se pode observar nas outras pinturas do Políptico e a figura de Santo Tiago tem proximidade com o tipo de rosto usado nas obras que atribuem ao Mestre da Lourinhã. No entanto, os dois grupos de figuras, o da audiência à pregação e os assistentes da cena do baptismo, afastam-se nitidamente em relação aos restantes painéis, quer pela organização dos grupos, quer pelas cores aplicadas, numa diversidade próxima dos Mestres de Ferreirim.

### Conversão de Hermógenes

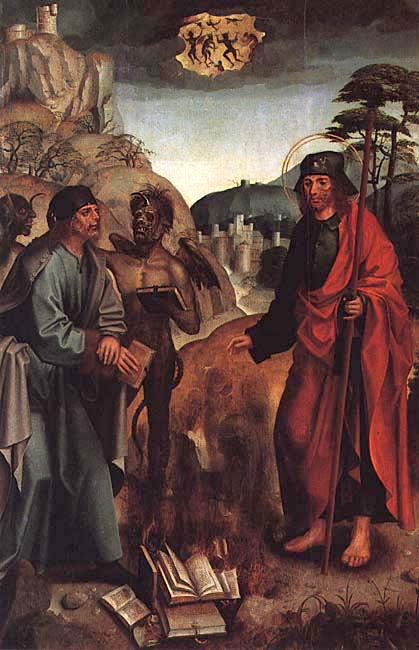
Conversão de Hermógenes (c. 1520-1525) presumivelmente do Mestre da Lourinhã, no Museu Nacional de Arte Antiga

A Conversão de Hermógenes é uma pintura a óleo sobre madeira pintada no período de 1520 a 1525 presumivelmente pelo pintor que se designa por Mestre da Lourinhã, mede 128 cm de altura e 84 cm de largura, fazia parte do Políptico do Convento de Santiago de Palmela, e encontra-se actualmente no Museu Nacional de Arte Antiga, em Lisboa.
São Tiago está representado do lado direito com os seus atributos (bastão, barrete com a vieira) observando manuscritos a serem devorados pelo fogo numa fogueira no chão à sua frente. Do lado oposto, o mago Hermógenes, cujo rosto está delineado de forma muito realista, encontra-se ladeado por dois demónios. Em cima, sobre um fundo de nuvens negras que contrasta com o azul pálido do céu, vê-se o «baile dos diabos uivantes» que fogem perante a vitória de Santiago, mencionado na Flos Sanctorum e que foi provavelmente fonte de inspiração desta obra.
No centro da composição, em primeiro plano, estão os livros deitados às chamas por Hermógenes em sinal de abandono da sua antiga sabedoria e conversão ao Cristianismo, sendo de assinalar que na Flos Sanctorum os livros são atirados à água, e não imolados pelo fogo, parecendo haver assim uma representação dos autos-de-fé que ocorriam na época.
Sendo a conversão do mago Hermógenes por São Tiago um tema relativamente raro na iconografia portuguesa, 
a afinidade do quadro com a pintura nórdica em geral e com a obra do Mestre da Lourinhã em particular nota-se sobretudo na anatomia das figuras, no tratamento das vestes e no fundo paisagístico que se desenvolve de forma quase autónoma e que é composto por maciços rochosos, núcleos acastelados e arvoredo de formas delicadas.

### O Corpo de São Tiago conduzido ao Paço da Rainha Loba

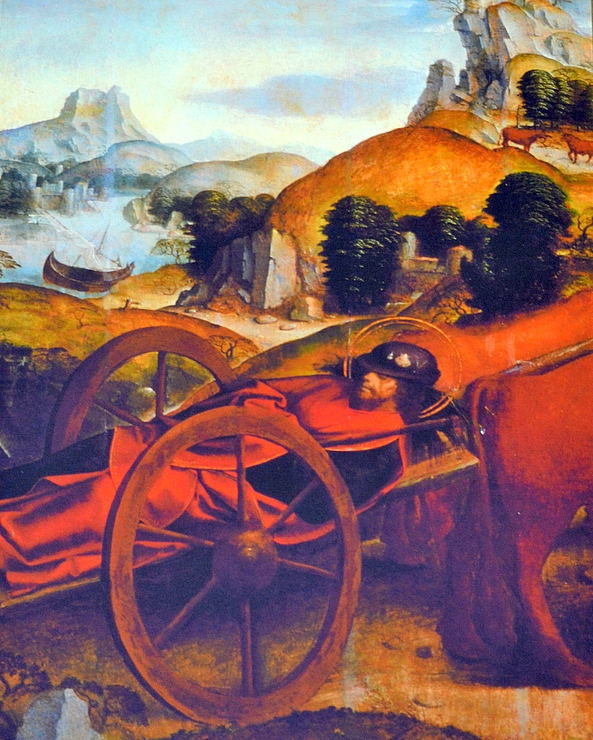
O Corpo de São Tiago conduzido ao Paço da Rainha Loba (c. 1520-1525) presumivelmente do Mestre da Lourinhã, no Museu Nacional de Arte Antiga

O O Corpo de São Tiago conduzido ao Paço da Rainha Loba é uma pintura a óleo sobre madeira pintada no período de 1520 a 1530 presumivelmente pelo pintor que se designa por Mestre da Lourinhã, mede 128 cm de altura e 84 cm de largura, fazia parte do Políptico do Convento de Santiago de Palmela, e encontra-se actualmente no Museu Nacional de Arte Antiga, em Lisboa.
Segundo a lenda, São Tiago depois de ter sido decapitado foi levado por dois companheiros que o tentaram sepultar em Espanha, os quais tiveram que se confrontar com a Rainha Loba, perseguidora de cristãos, que só aceitaria dar sepultura ao Santo se o seu corpo fosse transportado por dois touros bravos que havia no seu reino. O milagre deu-se quando os touros se tornaram subitamente mansos, o que culminou na conversão ao Cristianismo da Rainha.
Toda este enredo é sintetizado na pintura com a ênfase dada ao cadáver de São Tiago, sendo de notar que na pintura não há alusão ao seu martírio. Envolto numa capa vermelha e com o chapéu com a vieira de peregrino, surge no centro da composição transportado numa carroça puxada por dois touros de que apenas se vê a parte posterior. A referência a episódios anteriores à chegada do corpo de Santiago à Ibéria é dada por elementos figurativos em segundo plano, nomeadamente a embarcação que está ancorada e que remete para a travessia à deriva do Mediterrâneo, desde a Palestina até chegar à Galiza, também pelo palácio da Rainha, situado num promontório rochoso, e ainda pelos dois touros que estão no caminho que conduz ao paço real evocando a narrativa da lenda.
Para Joaquim Caetano, impressiona a forma sintética como o pintor reduziu esta passagem da vida de Santiago de características quase picarescas. A simplicidade da narrativa e da composição, o arvoredo típico e o alongamento da paisagem, a sobriedade do colorido, são características que indicam tratar-se de obra do Mestre da Lourinhã.

### São Tiago combatendo os Mouros

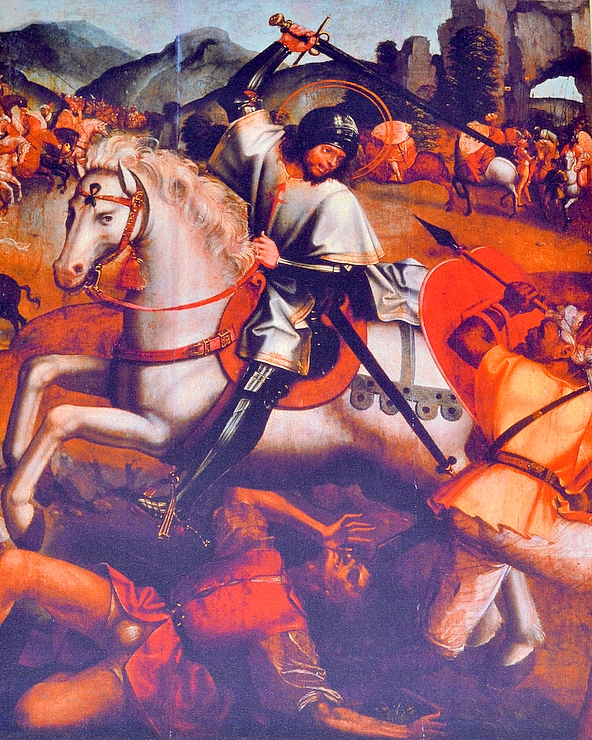
São Tiago combatendo os Mouros (c. 1520-1525) presumivelmente do Mestre da Lourinhã, no Museu Nacional de Arte Antiga

São Tiago combatendo os Mouros é uma pintura a óleo sobre madeira pintada no período de 1520 a 1525 presumivelmente pelo pintor que se designa por Mestre da Lourinhã, com 130 cm de altura e 85 cm de largura, que fazia parte do Políptico do Convento de Santiago de Palmela e que se encontra actualmente no Museu Nacional de Arte Antiga, em Lisboa.
A partir do ano de 830 circulou o rumor de que o túmulo de Santiago havia sido encontrado na Galiza e, com o intuito de infundir coragem nos combatentes das Cruzadas, mais tarde foi difundida a lenda de que, em 844, na Batalha de Clavijo, Santiago montado num cavalo branco tinha ajudado a derrotar os mouros sendo este o episódio da vida de Santiago que surge representado neste quadro.
Santiago, envergando uma armadura completa e o hábito branco da sua Ordem, está no centro da composição montado num cavalo branco a investir contra um mouro e a pisar um outro que agoniza estendido no chão. Em segundo plano, em cada um dos lados da pintura vêem-se os dois exércitos de cristãos e muçulmanos preparando-se para o confronto tendo por fundo uma paisagem rochosa. Se nas figuras em primeiro plano é dada atenção aos pormenores e ao do tratamento dos temas, o segundo plano caracteriza-se por uma pincelada livre e nervosa.
Segundo Joaquim Caetano, a pintura é dominada pela figura de Santiago com cabeça admiravelmente desenhada montado num cavalo branco a espadeirar um combatente mouro e calcando com as patas do cavalo um outro, excedendo este notável conjunto de três figuras as suas possíveis fontes de inspiração. Contrastando com esta cena de agitação guerreira, os exércitos, em segundo plano, parecem estar numa pausa, patenteando mesmo o grupo cristão à direita um certo alheamento do combate, sugerindo, pela técnica utilizada de pequenos empastamentos de cores variadas, a possível participação nesta pintura de Gregório Lopes, dado que este utilizou brilhantemente a técnica em alguns fundos de obras reconhecidamente suas. Refere ainda aquele estudioso que em dois estandartes dos cavaleiros cristãos podem ler-se as letras N e M, enquanto que na espada do Santo se lê a palavra Marcos, mas conclui poder tratar-se de um colaborador secundário porventura especializado em armaduras.

### Investidura de um Mestre da Ordem de Santiago

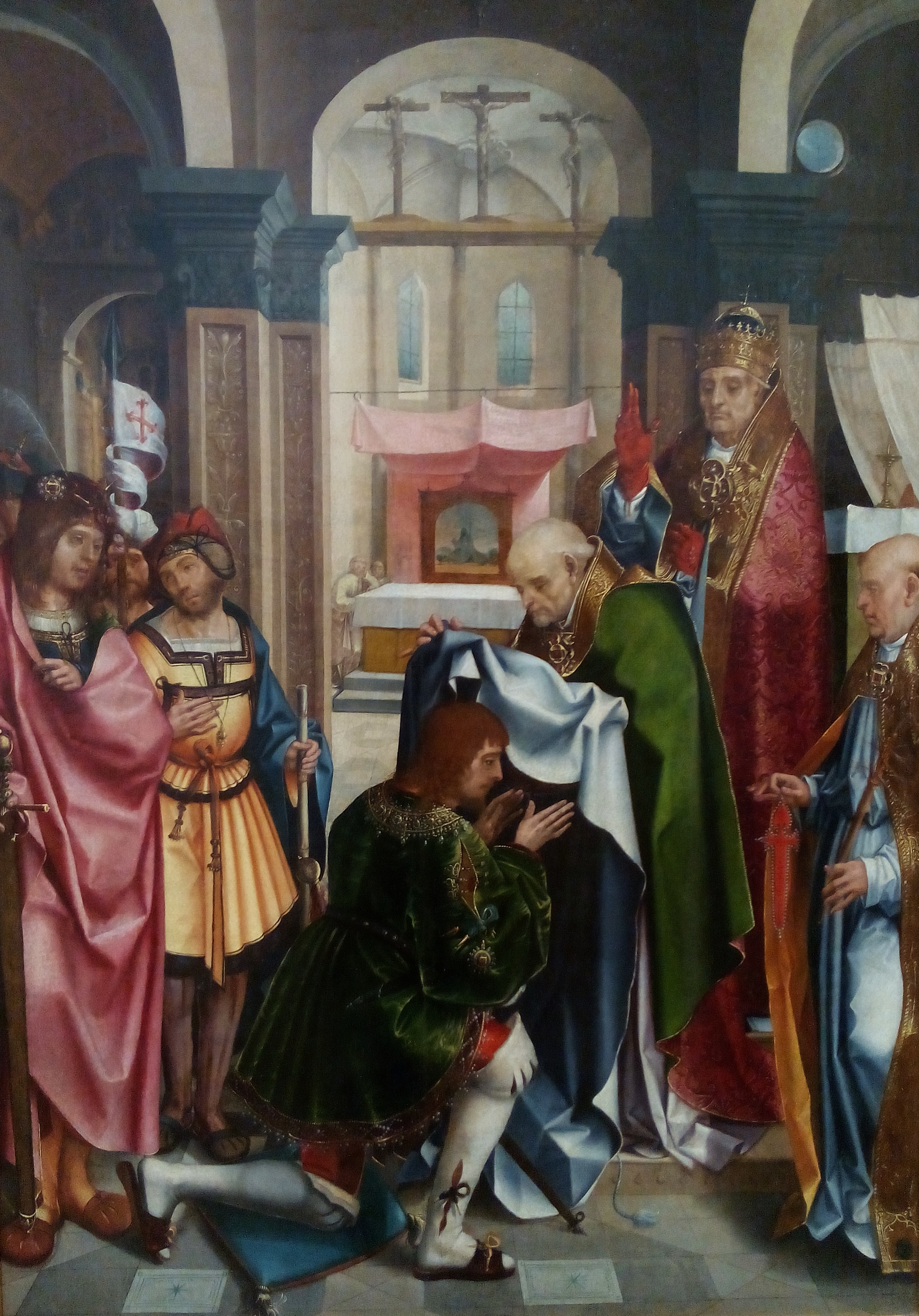
Investidura de um Mestre da Ordem de Santiago (c. 1520-1525) presumivelmente do Mestre da Lourinhã, no Museu Nacional de Arte Antiga

A Investidura de um Mestre da Ordem de Santiago é uma pintura a óleo sobre madeira pintada no período de 1520 a 1525 presumivelmente pelo pintor que se designa por Mestre da Lourinhã, mede 129 cm de altura e 83 cm de largura, fazia parte do Políptico do Convento de Santiago de Palmela, e encontra-se actualmente no Museu Nacional de Arte Antiga, em Lisboa.
Este painel representa provavelmente, conforme proposto por Flávio Gonçalves, a investidura pelo Papa Alexandre III de Pedro Fernández de Castro como primeiro Grão-Mestre da Ordem de Santiago que teve lugar em Roma no ano de 1175.
A cena em primeiro plano tem uma assistência numerosa, destacando-se no lado direito o Papa e dois altos dignitários da Igreja e, na parte esquerda, um grupo de nobres, portando um deles o estandarte da Ordem. O cavaleiro, ricamente paramentado e ajoelhado diante de um representante da Igreja, recebe deste o hábito e aguarda a entrega da cruz espatária que o outro dignitário religioso segura.
A investidura de um cavaleiro da Ordem de Santiago, supostamente o seu primeiro Mestre, decorre no cruzeiro de uma igreja com pilastras decoradas com motivos romanos, vendo-se em fundo a capela-mor com um retábulo de Nossa Senhora da Piedade. A imagem da Virgem Maria, desta vez com o Menino, aparece de novo num nicho colocado sobre o arco triunfal. Por baixo, no vão, apoiados numa trave de madeira, figuram as imagens de vulto de Cristo crucificado e dos dois ladrões.
Flávio Gonçalves considerava esta pintura como a mais notável do Políptico e um dos melhores painéis da pintura portuguesa da primeira metade do século XVI, no que é acompanhado para Joaquim Caetano que considera a pintura de excepcional qualidade demonstrada na mestria da composição, na caracterização e diversidade dos personagens, e que apresenta alguma afinidade com a obra conhecida de Cristóvão de Figueiredo.

### Entrega da Bandeira a um Mestre da Ordem de Santiago

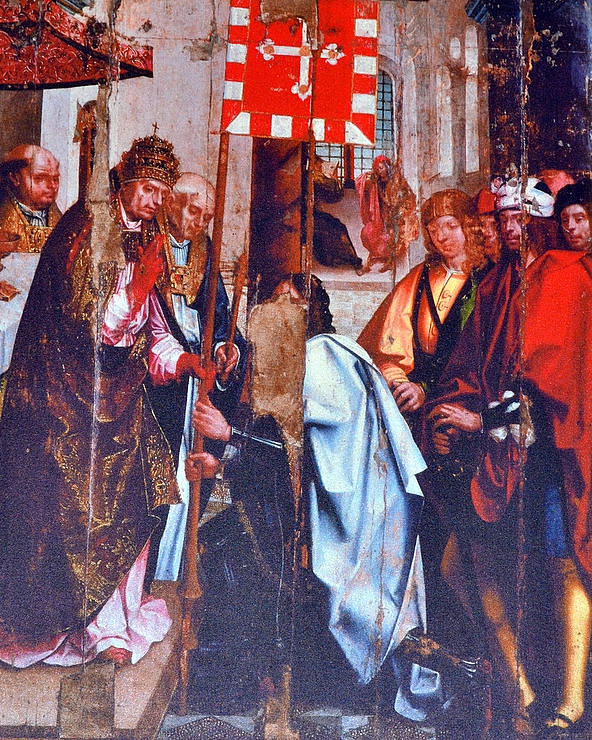
Entrega da Bandeira a um Mestre da Ordem de Santiago (c. 1520-1525) presumivelmente do Mestre da Lourinhã, no Museu Nacional de Arte Antiga

A Entrega da Bandeira a um Mestre da Ordem de Santiago é uma pintura a óleo sobre madeira pintada no período de 1520 a 1525 presumivelmente pelo pintor que se designa por Mestre da Lourinhã que fazia parte do Políptico do Convento de Santiago de Palmela que se encontra actualmente na Museu Nacional de Arte Antiga, em Lisboa.
O episódio representado nesta pintura está directamente relacionada com o da anterior, tanto em termos narrativos como do ponto de vista iconográfico, havendo semelhança quer das figuras eclesiásticas, que apresentam as mesmas feições, surgindo o cavaleiro agora com uma armadura e já com a capa da Ordem. Ajoelhado diante de um altar coberto por um baldaquino, o Mestre D. Pero Fernandes recebe do Papa a bandeira espatária com a cruz branca sobre fundo vermelho, havendo de novo um grupo de cavaleiros ricamente vestidos a assistir à cerimónia.
Ao fundo, perto de uma janela, um personagem dedica-se à leitura de um livro enquanto outro parece ouvi-lo, numa nota marginal representativa do ambiente cultural e humanista da Ordem sob a direcção de Jorge de Lancastre filho bastardo de D. João II.
A pintura apresenta-se bastante degradada, tendo sido cortada em altura e havendo falhas de pintura nomeadamente do rosto do cavaleiro que recebe a bandeira, o que neste caso levou historiadores a colocar a hipótese de se tratar de um gesto propositado de alguém que julgasse ser o Mestre da Ordem a representação de D. Jorge de Lancastre, antepassado dos Távoras, na época em que esta família senhorial foi perseguida.

### Aparição da Virgem a um Mestre da Ordem de Santiago

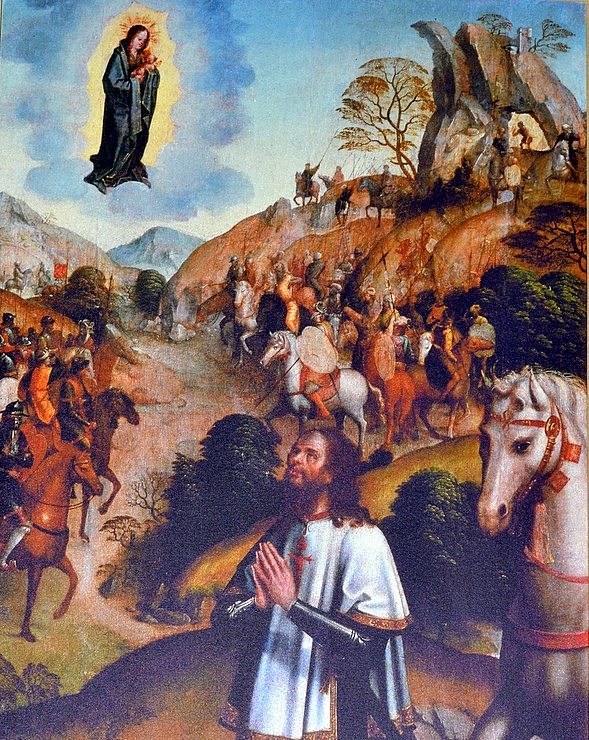
Aparição da Virgem a um Mestre da Ordem de Santiago (c. 1520-1525) presumivelmente do Mestre da Lourinhã, no Museu Nacional de Arte Antiga

A Aparição da Virgem a um Mestre da Ordem de Santiago é uma pintura a óleo sobre madeira pintada no período de 1520 a 1525 presumivelmente pelo pintor que se designa por Mestre da Lourinhã, mede 129 cm de altura e 83,5 cm de largura, e fazia parte do Políptico do Convento de Santiago de Palmela em Palmela, encontrando-se actualmente no Museu Nacional de Arte Antiga.
Nesta pintura julga-se estar representado D. Paio Peres Correia, o mais célebre espatário português, Mestre da Ordem de Santiago no Reino de Castela de 1242 a 1275, e que se destacou na conquista de territórios mouros, primeiro no Alentejo e Algarve ainda nas hostes de Sancho II de Portugal, e depois na Andaluzia ao serviço da Coroa Castelhana. Reza a lenda que, durante uma batalha, vendo que não conseguiria derrotar os infiéis até ao final do dia, o cavaleiro rezou à Virgem para que, à semelhança de Josué, suspendesse o curso do sol de forma a ter tempo para terminar o combate.
Em primeiro plano, está então o Mestre em oração envergando uma armadura completa coberta pela capa branca debruada por uma tira dourada com pedras preciosas encastoadas e com a Cruz de Santiago bordada no peito. Ajoelhado em sinal de oração tem no céu diante de si a imagem da Virgem com o Menino que surge envolta numa aura dourada. A seu lado tem o seu belo cavalo branco de que apenas se vê a parte dianteira. A figura que se julga representar Paio Peres Correia encontra-se isolada das personagens e da acção que decorre em segundo plano, tanto pela posição hierárquica que ocupa, como pela elevação rochosa sobre a qual se encontra, e que cria uma fronteira entre os dois planos.
Joaquim Caetano chama a tenção para a nítida proximidade entre a figura deste cavaleiro em oração e a do Santo guerreiro na pintura São Tiago combatendo os Mouros, quer na fisionomia, na indumentária bélica e no próprio cavalo. Através da semelhança o autor deve ter querido criar uma associação simbólica entre o Santo e o Mestre, sendo este o continuador do primeiro nas virtudes guerreiras e morais, e assim enaltecer o muito provável encomendador do Políptico, D. Jorge de Lancastre, o último Mestre autónomo da figura real.
Joaquim Caetano refere também que havendo proximidade desta obra na sua concepção global com as obras mais certamente atribuídas ao Mestre da Lourinhã, no quadro existem elementos que indicam outras colaborações, em primeiro lugar de um possível especialista em armaduras, o já referido Marcos. Depois, nos movimentos dos exércitos em segundo plano, em especial no da direita, parece estar repetida uma cena do painel Achamento da Cruz por Santa Helena atribuído a Cristóvão de Figueiredo. Por outro lado ainda, indica que a imagem da Virgem com o Menino evoca traços de Gregório Lopes.

## História
Uma das mais antigas alusões aos painéis do Retábulo da vida e da Ordem de Santiago foi feita pelo conde polaco Atanazy Raczynski no seu livro Les Arts en Portugal de 1846 publicado em Paris. O ilustre diplomata prussiano numa lista de quadros então atribuídos a Grão Vasco indica sete que pelos títulos e dimensões pertencem a este Retábulo.:5
As pinturas deste Retábulo, com muitas outras, estiveram arrecadadas no depósito da Academia das Belas Artes de Lisboa, no edifício do antigo Convento de São Francisco da Cidade (onde funciona actualmente o Museu do Chiado), onde foram recolhidos os quadros confiscados aos conventos extintos pela lei de 1834.:5

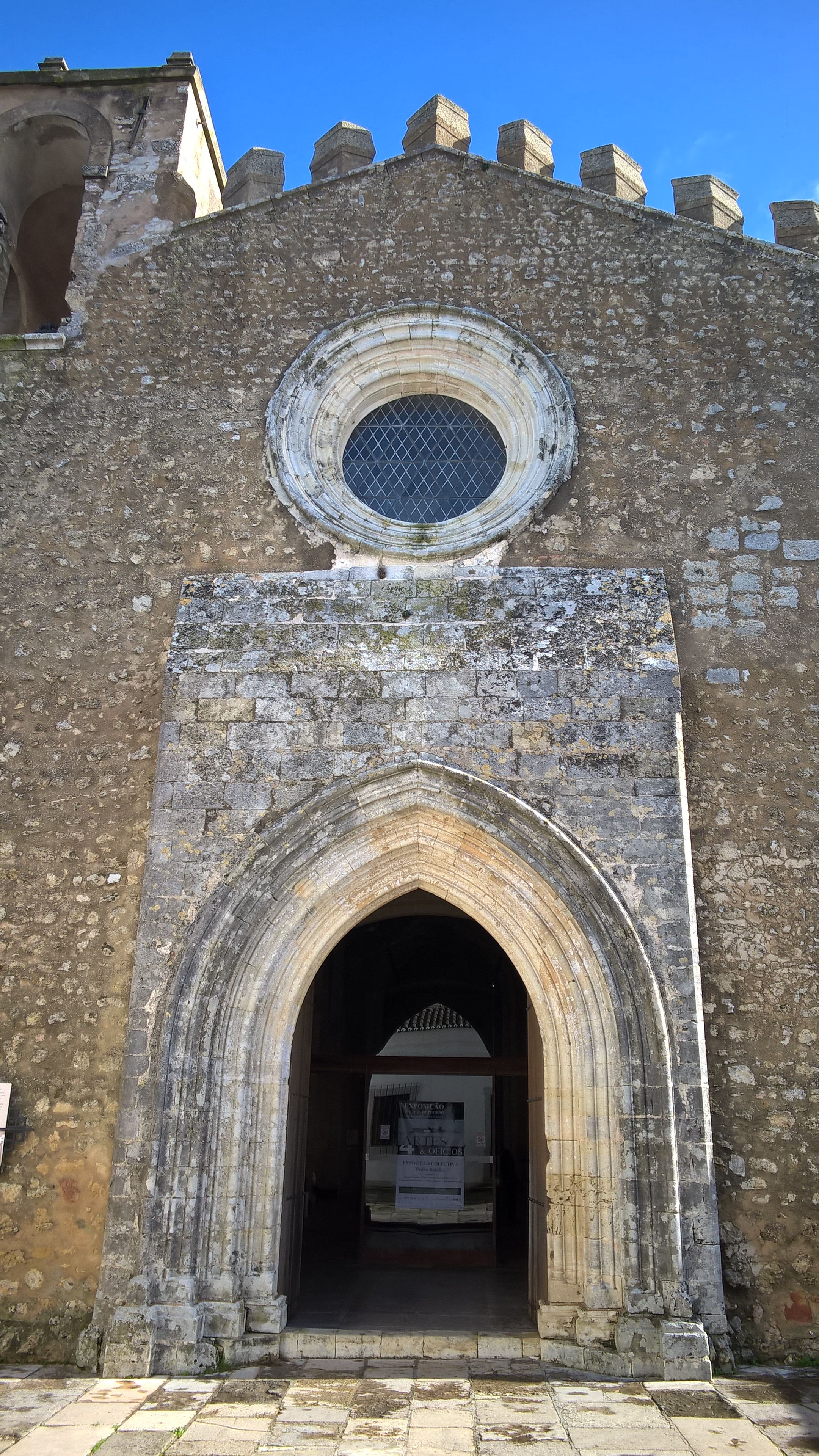
Fachada leste da Igreja do Convento de Santiago, no Castelo de Palmela

O Marquês de Sousa Holstein organizou mais tarde, em 1868, a "Galeria Nacional de Pintura" (também no edifício do antigo Convento de São Francisco da Cidade) tendo os quadros do Retábulo de Santiago ficado patentes ao público, saindo do esquecimento e ganhando notoriedade. Transitaram depois para o "Museu Nacional de Belas Artes", mais tarde transformado em Museu Nacional de Arte Antiga, onde nem sempre todos estiveram expostos, até que após a exposição Os Primitivos Portugueses, em 1940, na qual ocuparam um lugar de destaque, passaram a ser apresentados em conjunto.:5
O Políptico foi durante muito tempo conhecido pela designação de Retábulo de Palmela até entre historiadores do nível de Joaquim de Vasconcelos, Émile Bertaux e Vergílio Correia.:6 Mas em 1956, J. M. Cordeiro de Sousa divulgou um documento quinhentista, mas não datado, que segundo ele permitia a conclusão de que os oito painéis designados da "Vida e da Obra de Santiago" tinham sido pintados para o Convento de Santiago, no castelo de Palmela, sede em Portugal da Ordem de Santiago. O documento era um auto de avaliação dos retavolos e cadeyras e grades deste convento de Palmela, em que se menciona um Retauolllo g(ra)nde com o valor estimado em 27.200 reais.
Porém, Flávio Gonçalves refere que esta quantia, parecendo avultada, é efetivamente pequena, em qualquer período do século XVI, para um conjunto de oito pinturas, e devidas a artista(s) de primeiro plano, quando para a mesma Igreja uma só pintura foi avaliada em 10.200 reais.:6 Depois, Dagoberto Markl, deduzindo que aquela avaliação fora feita por escultores marceneiros, a mesma se reportaria à talha do Grande Retábulo da Igreja do Convento de Palmela e não às pinturas.:153
Entretanto, Markl encontrou na Torre do Tombo um Inventário das Casa Religiosas efectuada por determinação régia, de 1823, no qual se incluía o Convento da Ordem Militar de Santiago da Espada (Palmela), nele constando a descrição dos conventos visitados e o respectivo património, desde obras de arte até utensílios de uso comum, sendo muito minucioso e, nalguns casos, referindo o nome do autor da pintura. Relativamente ao convento de Palmela, refere este Inventário: "Quadros Antigos Alusivos a S. Thiago e ao Grão Mestre Doze... 12". Markl conclui que não conhece outras pinturas que se identifiquem melhor com este conjunto de doze que as da Vida e da Ordem de Santiago, ainda que actualmente só restem oito.:153:154

### Ligação externa
- Página oficial do Museu Nacional de Arte Antiga